# دکتر دووم
دکتر دووم (به انگلیسی: Doctor Doom) با نام اصلی دکتر ویکتور وان دووم، یک شخصیت خیالی ابرشرور در کتاب‌های کامیک آمریکایی منتشر شده توسط مارول کامیکس است؛ که توسط استن لی و جک کربی خلق شده است و برای اولین بار، در شمارهٔ ۵ از کمیک چهار شگفت‌انگیز در ژوئیه ۱۹۶۲ معرفی شد. دکتر دووم به عنوان دشمن دیرینهٔ آقای شگفت‌انگیز و چهار شگفت‌انگیز و رهبر کشور خیالی لاتوریا به‌شمار می‌رود.
دکتر دووم یکی از مشهورترین ابرشرورهای دنیای کمیک مارول است که نخستین‌بار در شماره 5 از مجموعه چهار شگفت‌انگیز در آوریل 1962 معرفی شد. این شخصیت توسط استن لی و جک کربی خلق شد و از همان ابتدا به‌عنوان دشمن اصلی تیم چهار شگفت‌انگیز شناخته شد.
ویکتور ورنر فون دووم، پادشاه کشور خیالی لاتوریا در اروپاست که با ترکیب دانش علمی پیشرفته و مهارت‌های جادویی، رؤیای تسلط بر جهان را در سر می‌پروراند. او باور دارد که با قدرت مطلق خود می‌تواند نظم واقعی را به بشریت بازگرداند و در این مسیر می‌کوشد برتری ذهنی‌اش را نسبت به مستر فنتستیک (رهبر چهار شگفت‌انگیز و رقیب قدیمی‌اش در دوران دانشگاه) اثبات کند. دووم، مستر فنتستیک را عامل اصلی زخم‌های صورتش می‌داند و به همین دلیل همیشه زره‌ای جادویی با ماسک فلزی و شنلی سبز به تن دارد تا چهره‌اش را بپوشاند.
دکتر دووم یکی از باهوش‌ترین شخصیت‌ها و خطرناک‌ترین تهدیدها در جهان مارول محسوب می‌شود. او بارها توانسته قدرت‌های موجودات کیهانی مانند سیلور سورفر و بیاندر را به‌دست آورد، اما غرور و تکبر بیش‌ازحدش، اغلب باعث شکست نقشه‌های جاه‌طلبانه‌اش شده است.
اگرچه دشمنی‌اش با چهار شگفت‌انگیز در اولویت است، اما تاکنون با بسیاری از قهرمانان دیگر مانند اسپایدرمن، آیرون‌من، دکتر استرنج، پلنگ سیاه، افراد ایکس و انتقامجویان نیز وارد نبرد شده است.
این شخصیت در رسانه‌های مختلف مانند فیلم‌ها، سریال‌های تلویزیونی و بازی‌های ویدیویی نیز بازآفرینی شده است. جوزف کالپ، جولیان مک‌ماهون و توبی کبل در فیلم‌های لایواکشن چهار شگفت‌انگیز نقش او را بازی کرده‌اند. همچنین رابرت داونی جونیور قرار است از سال 2025 در دنیای سینمایی مارول (MCU) در فیلم «چهار شگفت‌انگیز: گام‌های نخست» ایفاگر نقش دکتر دووم باشد.

## بیوگرافی شخصیت

### دهه 1960
در نخستین حضورش، دکتر دوم دختر نامرئی را ربود و او را گروگان گرفت تا تیم چهار شگفت‌انگیز را مجبور کند به گذشته سفر کنند و گنج جادویی دزد دریایی سیاه‌ریش را بدزدند تا به او در فتح جهان کمک کند. با این حال، رید ریچاردز با ترفندی گنج را با زنجیرهای بی‌ارزش جایگزین کرد. سپس دوم با ساب‌مارینر متحد شد، که دستگاه مغناطیسی‌ای در ساختمان بیکستر نصب کرد تا آن‌ها را به فضا بکشد و تیم چهار شگفت‌انگیز را نابود کند. ساب‌مارینر ساختمان را به نیویورک بازگرداند و دوم را روی یک سیارک تنها گذاشت. پس از یادگیری اسرار موجودات پیشرفته «اوییدها»، دوم هوش خود را با مستر فنتستیک مبادله کرد اما به اشتباه دوباره برگردانده شد و در دنیای میکروسکوپی «ساب‌اتومیکا» گیر افتاد.
دوم این جهان کوچک را تصاحب کرد اما توسط تیم چهار شگفت‌انگیز سرنگون و هنگام تلاش برای فرستادن آن‌ها به فضا به خارج پرتاب شد. توسط راما-تات نجات یافت و با استفاده از آب‌میوه خاصی، تیم چهار شگفت‌انگیز را علیه یکدیگر شوراند. ریچاردز اما با این آب‌میوه توهم‌زا او را فریب داد و باعث شد دوم فکر کند او را کشته است و عقب‌نشینی کند.
در این دهه، دکتر دوم سعی کرد مرد عنکبوتی را به همکاری دعوت کند و همچنین با اونجرز درگیری داشت، زمانی که کوییک‌سیلور و اسکارلت ویچ به طور غیرقانونی به لاتوریا وارد شدند تا خویشاوندی گمشده خود را پیدا کنند. در سال 1967، توانایی‌های سیلور سورفر را دزدید اما پس از عبور از مانع گالاکتوس روی زمین، آن‌ها را از دست داد.

### دهه 1970 و 1980
در دهه 1970، دکتر دوم حضور خود را در عناوین مختلف مارول گسترش داد و در مبارزه‌ای برای تاج و تخت لاتوریا با شاهزاده رودولفو در سری Astonishing Tales شرکت کرد. در آگوست 1981، در داستان‌های Iron Man ظاهر شد که در آن، تونی استارک نقشه سفر در زمان دکتر دوم را که هدفش به خدمت گرفتن مورگان لو فِی برای شکست نیروهای شاه آرتور با ارتشی از جنگجویان زنده‌شده بود، خنثی کرد. دکتر دوم به گذشته گرفتار شد اما با وعده انتقام به زمان حال بازگشت.
دکتر دوم بعداً با عروسک‌گردان همکاری کرد تا تیم چهار شگفت‌انگیز را در شهر مینیاتوری «لیدلوویل» حبس کنند و از نسخه‌های سایبرنتیکی بدن آن‌ها استفاده کنند. اما دکتر دوم نقشه را خراب کرد تا تمرکز رید ریچاردز را مختل کند، و در نهایت عروسک‌گردان به تیم چهار شگفت‌انگیز کمک کرد فرار کنند و دکتر دوم را در بدن اندرویدی که برای نظارت استفاده می‌کرد، گرفتار ساخت.
در دوره کاری جان بیرن در دهه 1980، دکتر دوم تلاش کرد تا قدرت‌های کیهانی تراکس «تروآر» را بدزدد که در نتیجه نبردی شدید، بدنش تخریب شد. او با انتقال هوشیاری خود به بدن انسان دیگری زنده ماند و بعدها با کمک بی‌یاندر به بدن اصلی خود بازگردانده شد. در دنیای جنگ‌جهانی مارول (Battleworld)، دوم به طور موقت توانست قدرت‌های بی‌یاندر را بدزدد اما قدرت بیش از حد بزرگ بود و بی‌یاندر آن‌ها را باز پس گرفت.

### دهه 1990
در دهه 1990، وقتی فرانکلین ریچاردز توسط اَن‌سلاوت (Onslaught) ربوده شد، دکتر دوم با تیم چهار شگفت‌انگیز، اونجرز و ایکس‌من‌ها برای مقابله با او در سنترال پارک متحد شد. در جریان نبرد، دوم مجبور شد خود را فدا کند تا به همراه دیگران اَن‌سلاوت را مهار کنند، که این امکان را برای ایکس‌من‌ها فراهم کرد تا او را نابود کنند. با اینکه فکر می‌شد دوم مرده است، فرانکلین او و دیگر قهرمانان را نجات داد و آن‌ها را به بعدی به نام «کانتر-ارث» (Counter-Earth) منتقل کرد، جایی که دوم قدرتی مخفی مربوط به فرانکلین را کشف کرد و او را قانع کرد کنترل جهان را واگذار کند.

### دهه 2000
در اوایل دهه 2000، هنگامی که سوزان ریچاردز در دومین بارداری‌اش با مشکلاتی مواجه شد، جانی استورم برای کمک به دکتر دوم مراجعه کرد، چرا که می‌دانست دوم نمی‌تواند فرصتی برای رقابت با رید ریچاردز را از دست بدهد. دوم نوزاد سوزان را نجات داد و ناتوانی جانی در ایجاد آتش را با انتقال انرژی اضافی او به نوزاد درمان کرد. سپس بچه را «والریا» نامید و نقشه داشت او را به یک همراه جادویی خود تبدیل کند. اشتیاق دوم به قدرت باعث شد عشق دیرینه‌اش، والریا، را برای دریافت نیروهای جادویی به شیاطین قربانی کند.
با این قدرت‌ها، دوم فرانکلین را در جهنم زندانی کرد، دکتر استرنج را از کار انداخت و تیم چهار شگفت‌انگیز را فلج کرد. اما رید با آزاد کردن روح استرنج موفق شد دوم را شکست دهد و باعث شود نیروهای شیطانی او را به جهنم ببرند.
رید ریچاردز برای حذف تهدید دوم کنترل لاتوریا را در دست گرفت و تجهیزات او را نابود کرد و قصد داشت هر دو را در بعدی محصور کند که با دخالت تیم چهار شگفت‌انگیز نقشه‌اش نقش بر آب شد. دوم روح خود را به بدن‌های دیگران منتقل کرد و رید مجبور شد برای متوقف کردنش، «بِن» را بکشد.
بعداً دوم از جهنم فرار کرد و دوباره بر قدرتش تمرکز کرد، هرچند که این رویدادها بعداً از داستان‌های رسمی مارول حذف شدند.

### دهه 2010
در آغاز داستان «محاصره» (Siege)، دکتر دوم که با کابال همکاری می‌کرد، از نورمن آزبورن خواست تا اقداماتش علیه نامور را معکوس کند، اما آزبورن امتناع کرد. پس از حمله خشونت‌آمیز «وُید»، مشخص شد که دکتر دوم حاضر در صحنه، در واقع یک دوم‌بات (ربات دوم) بوده است که نانیت‌هایی را آزاد می‌کند که برج اونجرز را نابود کرده و مردم را مجبور به تخلیه می‌کنند. دکتر دوم واقعی به آزبورن هشدار داد که دیگر به او حمله نکند، و تهدید به عواقب سخت‌تر کرد.
پس از رویداد «خانه ام» (House of M)، مشخص شد که جادوگر سرخ در کوه وانداگر یک دوم‌بات بوده و دکتر دوم واقعی واندا را به اسارت گرفته است. تلاش‌های دوم و واندا برای احیای فرزندانش باعث تقویت نیروهای واندا شد که پس از مداخله جوانان اونجر، تلاش دوم برای انتقال این نیرو به خودش شکست خورد و او به طور تصادفی «کَسی» را کشت.
در «چهار شگفت‌انگیز: سه»، دکتر دوم که از گناه و آسیب‌های مغزی رنج می‌برد و قصد داشت از تخت سلطنت کناره‌گیری کند، توسط والریا درخواست کمک برای شکست دادن رید ریچاردز شد. پس از انتقال دانش مغزی موفقیت‌آمیز توسط کریستوف، دوم حافظه‌اش را بازیافت اما تاج و تخت را به کریستوف بازنگرداند و قول داد به والریا کمک کند.
در ادامه، دوم جراحی مغزی هالک را انجام داد تا او را از بروس بنر جدا کند و بدنی جدید برای بنر کلون کرد که خیلی زود کشته شد. دوم ظاهراً توسط موجودات عظیم «مد سلستیال‌ها» کشته شد اما زنده ماند و پارلمان دوم را تشکیل داد و بعدها هزار سال بر لاتوریا حکومت کرد.

### دهه 2020
در دهه 2020، دکتر دوم به ناحق به تخریب ایستگاه فضایی آنت‌لیون متهم شد و در حین فرار کشته شد، اما مرگ توسط مرگ (شخصیت) رد شد و دوم را به عنوان «بزرگ‌ترین خدمتکار» خود به زمین بازگرداند. او پس از دفع چندین ترور از جمله توسط تسک‌مستر و موداک، راه‌حلی برای سیاه‌چاله‌ای که زمین را تهدید می‌کرد به رید ریچاردز ارسال کرد و به بازیابی قدرتش پرداخت.
در جریان «پادشاه در تاریکی»، دوم با مرد آهنی روبه‌رو شد و تلاش کرد از زره جدید مرد آهنی بیاموزد اما با رد مواجه شد. سپس در «جنگ ونوم» استراتژی‌هایی برای مقابله با ادی بروک ارائه داد.
دکتر دوم همچنین در مبارزه با هجوم خون‌آشام‌ها، لاتوریا را در حالت آماده‌باش نگه داشت و در آلبریا به دانشجویان آکادمی استرنج اطلاع داد که نیاز به جادوگران دارد تا خورشید را بازگردانند. او عنوان جادوگر اعظم را موقتا دریافت کرد اما به قولش وفا نکرد و دکتر استرنج را ناپدید کرد.

## توضیحات
استن لی این نام را از کمیکی که از کمپانی قبلی مارول (اطلس کامیکس) در سال ۱۹۵۰ منتشر شده بود، استفاده کرد. دکتر دوم یکی از شخصیت‌های دوران نقره‌ای مارول است که توسط استن لی و جک کربی خلق شد. وقتی که سریال «چهار شگفت‌انگیز» موفق بود، لی و کربی به دنبال خلق یک «شرور فوق‌العاده مهیب» بودند و نام «دکتر دوم» به دلیل سادگی و تهدید ضمنی‌اش انتخاب شد.
به دلیل عجله در انتشار، داستان اصلی تولد او تا دو سال بعد و در «چهار شگفت‌انگیز سالانه شماره ۲» کامل نشد.
کربی درباره طراحی دوم گفته است: «دکتر دوم نماد مرگ بود؛ مردی با ماسک آهنی که مرگ را به تصویر می‌کشید.» او اشاره می‌کند که زره و هود دوم برای نشان دادن بی‌رحمی مرگ و حذف عناصر انسانی طراحی شده‌اند.
کربی همچنین دوم را شخصیتی «پارانوئید» معرفی کرده که به دلیل چهره‌ای تحریف‌شده، دنیا را می‌خواهد شبیه خودش کند. او توضیح داده دوم شخصیت شرور است، اما همیشه این‌گونه نبوده و به دلیل کمال‌گرایی‌اش به چنین مسیری کشیده شده است. جک کربی حتی تصویری از چهره واقعی دوم زیر ماسک را کشیده که فقط یک جای زخم کوچک روی گونه دارد؛ به همین دلیل دوم چهره‌اش را پنهان می‌کند نه از جهان، بلکه از خودش.
استن لی معمولاً غرور و تکبر دوم را دلیل شکست‌های مکررش معرفی می‌کند، از جمله حادثه‌ای که به تحریف چهره او انجامید و به شکست طرح‌هایش انجامیده است.

### حضور در دهه‌های 1980 و 1990
در سال 1976 و 1981، در همکاری مارول و دی‌سی، دوم به عنوان یکی از شروران اصلی انتخاب شد. جیم شوتر، سردبیر مارول، دوم را سنگین‌ترین و نمادین‌ترین دشمن انتخاب کرد.
از سال 1981، جان بایرن قلمروی «چهار شگفت‌انگیز» را در دست گرفت و تلاش کرد تا دوباره عظمت اولیه این سری را احیا کند. دوم در شماره 236 تحت قلم بایرن ظاهر شد. برخلاف برداشت قبلی که زخم صورت دوم فقط نتیجه خودبینی او بود، بایرن بیان کرد که چهره دوم واقعاً آسیب دیده و فقط ربات‌های وفادارش اجازه دیدن صورتش بدون کلاه‌خود را دارند.
بایرن بر جنبه‌های انسانی دوم تاکید داشت؛ با وجود طبیعت بی‌رحم، او مردی با اصول و تعهدات است. دوم حتی تلاش می‌کند مادرش را از مِفیستو نجات دهد و با کریستوف ورنارد مانند پسرش رفتار می‌کند.

### دهه‌های 2000 تا 2010
در سال 2003، مارک وید داستان «غیرقابل‌تصور» را نوشت که در آن دوم از تکنولوژی دست می‌کشد و به سمت جادو و ماوراطبیعه می‌رود. او عشق نخستش، والریا، را قربانی قدرت‌های دجالی می‌کند و فرانکلین ریچاردز را به جهنم می‌فرستد. با کمک دکتر استرنج، ریچاردز موفق به فرار می‌شود و دوم به جهنم برده می‌شود.
در سال‌های 2005 و 2006، سری محدود «کتاب‌های دوم» توسط اد بروبیکر منتشر شد که زندگی اولیه و ریشه‌های دوم را بازتعریف کرد و به بحث سرنوشت در برابر اختیار در سرنوشت او پرداخت.

### دوران مدرن (2010 به بعد)
در داستان‌های بعدی، دوم درگیر نقشه‌های پیچیده‌ای شد؛ از جمله حمایت اولیه‌اش از نورمن آزبورن در حمله به آسگارد، مبارزه برای کنترل واکاندا، و نقش او در داستان «جنگ دوم».
در مجموعه «چهار شگفت‌انگیز: سه»، دوم به دنبال تولدی دوباره است و با والریا و کریستوف همکاری می‌کند تا حافظه و ذهنش را بازگرداند.
دوم در جریان رویداد «جنگ‌های مخفی» قدرت بی‌اندازه بیوند را به دست می‌آورد و جهان جدیدی خلق می‌کند، ولی در نهایت توسط رید ریچاردز و دیگر قهرمانان متوقف می‌شود. رید در پایان، صورت و روح دوم را شفا می‌دهد.

### حضور در دنیای مدرن مارول
دوم به لاتوریا بازمی‌گردد، تونی استارک را از شورش‌گران نجات می‌دهد و ادعای تغییر و بهبود می‌کند، اما همچنان شخصیتی پیچیده و متناقض باقی می‌ماند.
او به عنوان آیرون من جدید ظاهر شده، به تیم اونجرز می‌پیوندد و روابط پیچیده‌ای با قهرمانان و شروران مختلف برقرار می‌کند. دوم در سال 2019 برای اولین بار سری داستانی اختصاصی خود را داشت که در آن درگیر توطئه‌ها و رقابت‌های کوانتومی با کانگ فاتح می‌شود.
دووم دانشمندی بسیار باهوش است که یک بار هم همکلاس رید ریچاردز، عضوی از چهار شگفت‌انگیز بود. با این وجود، او همیشه به ریچاردز حسادت می‌کرد چون یکبار در هنگام انجام آزمایشی صورت او زخمی شد که موجب زشت شدن او شد.
دکتر دووم علاوه بر این که بزرگ‌ترین دشمن آقای شگفت‌انگیز و چهار شگفت‌انگیز به حساب می‌آید، دشمن مردان ایکس، انتقام‌جویان، مرد آهنی، مرد عنکبوتی، دکتر استرنج، بلک پانتر و عده بسیاری دیگر نیز به حساب می‌آید. او در کمیک‌ها از شناخته شده‌ترین افراد در مورد صنعت است.
رپر مطرح، ام‌اف دوم، نام خود را از این شخصیت کتاب‌های کمیک، الهام گرفته بود.

## در رسانه
جوزف کالپ نقش شخصیت دکتر دووم را در فیلم اکران نشده چهار شگفت‌انگیز (۱۹۹۴) بازی کرده بود، سپس جولین مک‌مان به ایفای نقش این شخصیت در فیلم‌های چهار شگفت‌انگیز (۲۰۰۵) و چهار شگفت‌انگیز: قیام موج‌سوار نقره‌ای (۲۰۰۷) پرداخت. توبی کبل نیز نقش او را در فیلم بازراه‌اندازی سال ۲۰۱۵ ایفا کرد. رابرت داونی جونیور نیز قرار است نقش این شخصیت را در دنیای سینمایی مارول و فیلم‌های رو به اکران انتقام‌جویان: دومزدی (۲۰۲۶) و انتقام‌جویان: جنگ‌های پنهان (۲۰۲۷) ایفا کند.